# California Route 66 Museum

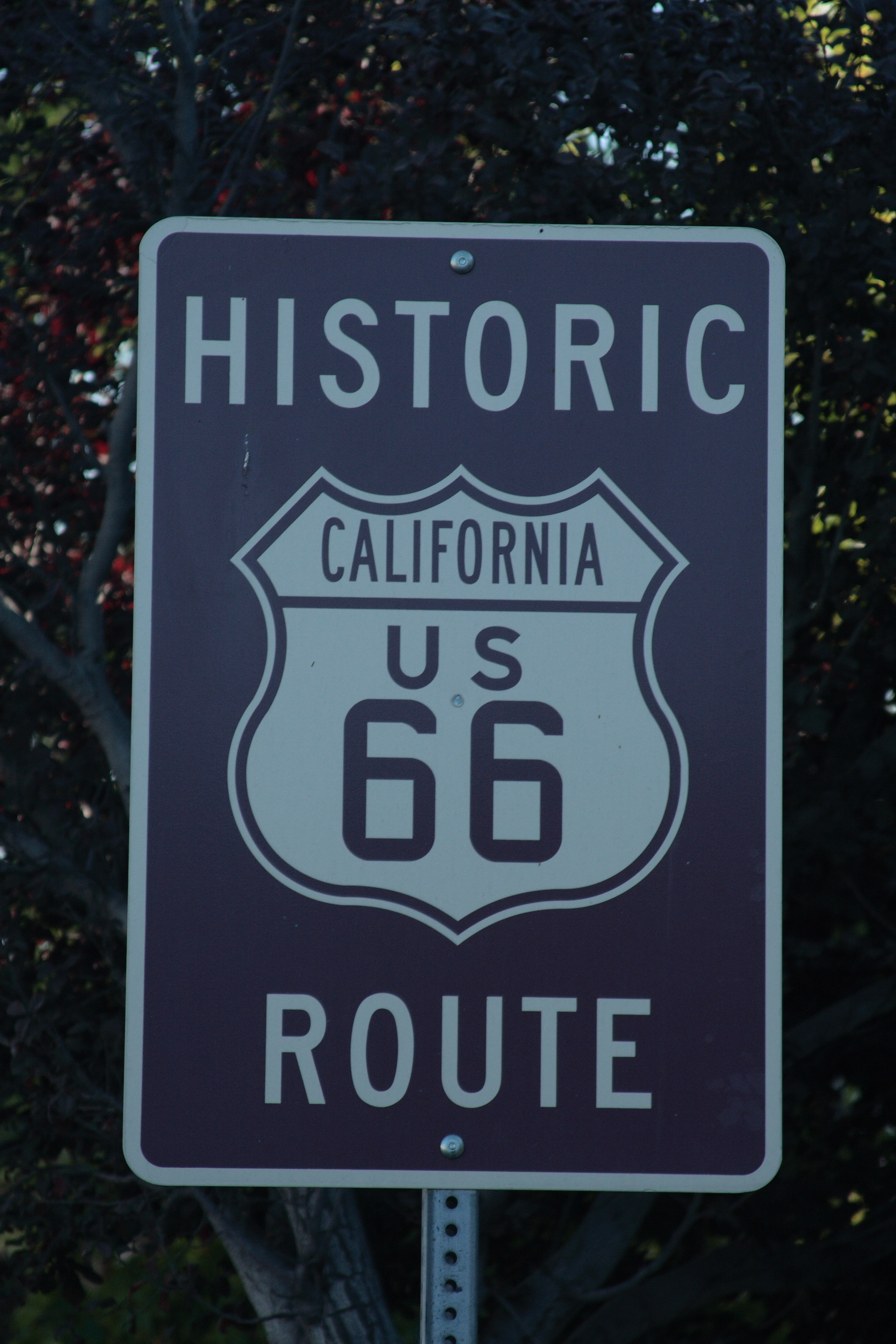

Das California Route 66 Museum in Victorville (Kalifornien) ist der Geschichte der Route 66 gewidmet. Das Museum befindet sich im historischen Teil der Stadt in einem Gebäude an der 16825 D Street, in dem vorher eine Lebensmittelhändler und davor das Red Rooster Café beheimatet waren. Das Red Rooster war Drehort für den Richard-Fleischer-Film Der Jazz-Sänger mit Neil Diamond.
Das Museum wurde am 11. November 1995 eröffnet und wird von der Old Town Victorville Heritage Preservation betrieben. Auf einer Fläche von 460 Quadratmetern werden in drei Ausstellungsräumen Tausende von Fotos und Gegenstände zur Geschichte der Route 66 gezeigt. Museumsbesucher können sich an einem Diner-Esstisch aus den 1950er Jahren, in einem VW-Bus aus der Hippie-Zeit, einem  Ford Modell T aus dem Jahr 1917 oder einem historischen Klohäuschen fotografieren lassen. In dem Museum wird das erste „End-of-the-Trails“-Hinweisschild aus Santa Monica gezeigt.
Das Museum übernahm 1996 Ausstellungsstücke von Hula Ville, einem vormals westlich von Victorville gelegenen Skulpturenpark mit sogenannten Flaschen-Kakteen (bottle cactus) und gesammelten Reklameschildern von Dienstleistern entlang der früheren Route 66. Die von Miles Mahan ab Mitte der 1950er Jahre angelegte Sammlung wurde nach seinem Tod teilweise in das Museum verbracht. Die Sammlung der zumeist aus Holzbrettern handbemalten Werbetafeln, die der Volkskunst zugerechnet werden, wird heute als Hula Ville – Twentieth Century Folk Art präsentiert. Das Museum wird von ehrenamtlichen Mitarbeitern betreut und finanziert sich über Spenden sowie den Verkauf von Andenken.